# Rutger Sernander
Johan Rutger Sernander (2 de noviembre de 1866 - 27 de octubre de 1944) fue un botánico, geólogo, climatólogo, arqueólogo sueco. Fue uno de los fundadores del estudio palinológico y más tarde sería desarrollado por Lennart von Post, así como un pionero en los movimientos suecos de conservación natural y ecología.

## Honores
Fue miembro, entre otras sociedades, de la Real Academia de las Ciencias de Suecia, la Academia Real sueca de letras, historia y antigüedades, Academia noruega de ciencias y letras.

## Algunas publicaciones
- 2012. Den Skandinaviska Vegetationens Spridningsbiologi: Zur Verbreitungsbiologie Der Skandinavischen Pflanzenwelt. Mit Einem Deutschen R Sum ... Edición reimpresa de Nabu Press, 470 pp. ISBN 1275158374

- 1948. Uppsala Kungsäng. Editor Almqvist & Wiksell, 210 pp.

- 1948. Granskär och fiby urskog: En studie över stormluckornas och marburskarnas betydelse i den svenska granskogens regeneration. Acta phytogeographica suecica 8. Editor Almquist & Wiksell. 232 pp.

- 1936. Granskaer Och Fiby Urskog: En Studie Oever Stormluckornas Och Marbuskarnas Betydelse i Den Svenska Granskogens Regeneration; With an English Summary. Acta phytogeographica Suecica 8. Editor Almqvist Wiksell [Dr.] 232 pp.

- 1929. The Warm Postglacial Period and the Postglacial Climatic Deterioration of Northern Europe

- 1925. Löfängen i Bjärka-Säbys Bebyggelsehistoria. Editor Svenska Kyrkans Diakonistyrelses Förlag, 89 pp.

- 1912. Studier öfver lafvarnes biologi

- 1909. On the evidences of late quaternary changes of climate in Scandinavia ... Con Gerard Jakob De Geer. Edición reimpresa de Kungl. boktryckeriet. P.A. Norstedt & söner, 17 pp.

- 1906. Entwurf einer Monographie der europäischen Myrmekochoren. Kungl. Svenska vetenskapsakademiens handlingar 41 (7). Editor Almqvist & Wiksells, 410 pp.

- 1905. Våra torfmossar: deras sammansättning och utvecklingshistoria samt deras betydelse för kännedomen om nordens fornvärld. Studentföreningen Verdandis småskrifter 64. 2ª edición de Bonnier, 39 pp.

- 1899. Studier öfver vegetationen mellersta Skandinaviens fjälltrakter: Fjällväxter i barrskogsregionen. Editor s.n. 56 pp.

- 1899. Fjällväxter i barrskogsregionen. Studier öfver vegetationen i mellersta Skandinaviens fjälltrakter 2. Editor Norstedt, 56 pp.

- 1898. Om tundraformationer i svenska fjälltrakter. Studier öfver vegetationen i mellersta Skandinaviens fjälltrakter 1. Editor Norstedt, 356 pp.

- 1894. Studier öfver den gotländska vegetationens utvecklingshistoria, akademisk Afhandling. Editor nyatidnings Aktie-Bolage'tr. 112 pp.

- La abreviatura «Sern.» se emplea para indicar a Rutger Sernander como autoridad en la descripción y clasificación científica de los vegetales.[3]